# 劉萬春 (明朝)
劉萬春（？—？），字延之，别號忠孕，直隸揚州府泰州人，明朝政治人物，民籍。

## 生平
萬曆三十七年（1609年）己酉科應天鄉試舉人，四十四年（1616年）丙辰科進士，刑部觀政，四十六年授户部江西司主事，天啓元年給假。二年八月補本補浙江司主事，差西三仓，三年奉旨優擢，二月調任兵部武选司主事，四年升职方司员外郎、车驾司郎中，五年升河南布政使司右参议，分巡汝南，加升副使。天启七年二月升浙江按察司副使，本年官至浙江布政司参政，驻守温州。丁憂歸。崇祯四年起補按察司照磨，五年升南大理寺評事，六年升南兵部车驾司主事。晚年归乡辟秋实园，历时近十年主修志书，著《守官漫录》以自娱。

## 家族
曾祖劉廷玉。祖劉昆。父劉希周，知縣，封河南副使。